# 陈云英
陈云英（1953年2月16日—），生於台湾台北市，現居住於北京市，中华人民共和国特殊教育学家、台湾省全国人民代表大会代表。林毅夫之妻。

## 生平
陈云英出生于商人家庭，早年考入国立政治大学中文系，获文学士及教育学士双学位。大三时候，与林毅夫相识，1975年，两人结婚。1976年至1977年，担任台湾宜兰南安国民中学教师。1977年－1983年，担任国立宜兰高级商业职业学校教师。1983－1984年，在美国宾州爱丁保罗大学，硕士研究生，获教育学硕士学位。1984年－1987年，在美国乔治华盛顿大学获教育学博士学位。与已在美国芝加哥大学攻读经济学博士学位的林毅夫团聚（林於1979年擔任中華民國金門馬山連連長駐守福建金門時泅水至廈門）。1986年，担任美国华盛顿州阿灵顿教育局局长助理。
1987年，陈云英携子女随丈夫林毅夫定居北京，她也成为中华人民共和国第一位特殊教育博士。之后进入中央教育科学研究所工作，创办特殊教育研究室，并担任主任；她还在北京、天津、江苏、山西、山东、辽宁等地考察残障儿童的教育情况，并推动开展特殊教育课程实验，培养教师推动建立弱智儿童随班就读制度。
1989年，主编《特殊教育参考丛书》。此外，她还担任中华全国青年联合会常务委员、《中国特殊教育杂志》主编。1998年起，担任中国教育学会特殊教育分会副理事长。1992年，被中华人民共和国国务院授予教育科研突出贡献专家，享受政府特殊补贴。
2003年，当选第十届全国人大代表。2018年2月24日，当选为第十三届全国人大代表。2023年1月18日，当选为第十四届全国人大代表。2024年，在第十四届全国人民代表大会二次会议台湾代表团开放团组会议上，陈云英指出，台湾的‘去中国化’教育令当地每年不少新选民不认同自己是中国人，建议要加强台湾青年的爱国教育。她最后强调，两岸交流不会停止，两岸往来的常态化、正常化会持续高涨，全面升温。

## 著作

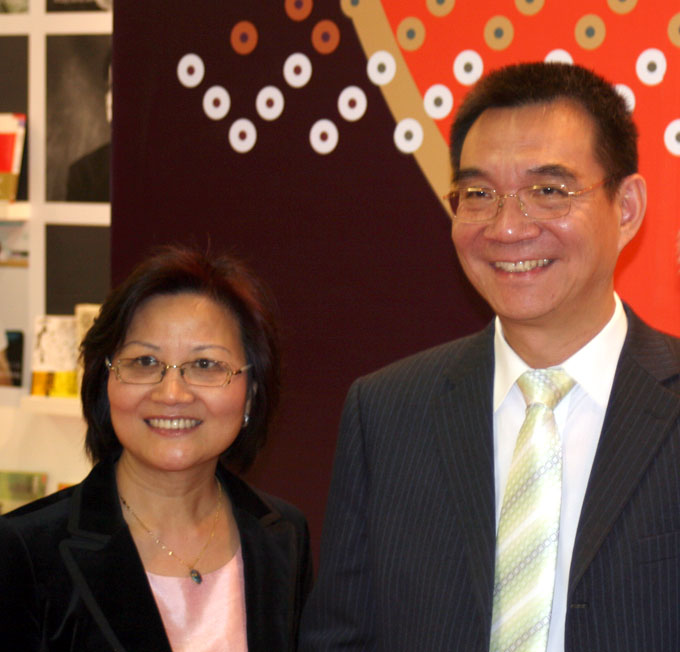
林毅夫和陈云英在2009年法兰克福书展上

陈云英的主要著作有：
- 《特殊儿童父母指导手册》
- 《残疾儿童的教育诊断》
- 《中国特殊教育学基础》
- 《全纳教育共享手册》
- 《智力落后——心理教育康复》
- 《智力落后课程与教学》
- 《随班就读的实验——农村成功的经验》